# Malayemys
Malayemys là một chi rùa trong họ Geoemydidae nó được ghi nhận vào năm 2004, nhưng đến năm 2010 mới được chấp nhận với hai loài trong chi này là Malayemys macrocephala và Malayemys subtrijuga. Chi này được phân loại bởi ông Lindholm vào năm 1931, ban đầu nó được coi là thuộc về chi Damonia. Các loài rùa trong chi này phân bố ở nhiều quốc gia Đông Nam Á như Campuchia, Lào, Malaysia, Thái Lan, và Việt Nam, nó còn du nhập vào Java, Indonesia.